# 2007년 남북정상회담 대화록 논란
2007년 남북정상회담 대화록 논란은 대한민국 제18대 대통령 선거 전, 새누리당 의원이 2007년 남북정상회담 기간 중 그 당시 조선민주주의인민공화국 국방위원장인 김정일과의 대화에서 그 당시 대한민국 대통령인 노무현이 북방한계선(NLL)을 포기했다는 발언을 하였다고 주장한 것에서 시작된 논란이다.
당시 공세를 주도했던 윤상현 새누리당 의원은 2007년 남북정상회담 당시 노무현 대통령이 서해 북방한계선(NLL) 포기 발언을 하지 않았다고 훗날 밝혔다.

## 발단
새누리당 정문헌 의원이 대한민국 제18대 대통령 선거 이전인 2012년 10월 2007년 남북 정상 회담에서 노무현이 NLL을 포기하는 발언을 했다는 주장을 해서 논란이 되었다. 민주당은 정문헌을 고발하였으나 대선 이후 검찰은 국정원이 만든 발췌본을 확인하여 정문헌을 무혐의 처리하였다.
2013년 6월 20일 새누리당 정보위 위원들은 국가정보원에게 받은 대 발을 열람하였고 서상기는 노무현이 남북정상회담에서 [NLL]]을 포기했다고 주장하며 거짓이면 의원직을 사퇴하겠다고 했다. 이후 민주당은 새누리당과 국가정보원을 비난하고 열람 행위에 대해 대통령기록물관리법 및 국정원법 위반이라고 주장하며 검찰에 고발했다. 문재인은 이 문건을 대통령기록물이라고 주장하며 대통령기록물관리법에 따라 국회 표결을 통해 공개할 것을 주장하였다. 24일 국정원은 회의록 전문을 국회 정보위원에게 제공하기로 하였고 민주당은 수령을 거부했다. 국가정보원은 2013년 6월 24일 이 남북정상회담의 회의록 전문을 공개하였다. 이 회의록은 노무현대통령과 김정일국방위원장의 10월 3일 오전회의와 오후회의의 발언을 담고 있다. 25일 언론을 통해 회의록 전문이 공개되었다.
김무성은 6월 26일 열린 새누리당 최고중진연석회의에서 대화록을 대선 전에 받아서 12월 14일 부산 선거 유세에서 낭독했다고 말하였다. 김무성은 대선 당시 18대 대선 박근혜 캠프의 선대위원장이었다. 프레시안은 소속 기자가 당시 유세를 녹음한 파일을 발견하여 녹취록과 파일을 공개했다. 김무성은 12월 18일에도 같은 내용의 연설을 했고 구체적인 부분까지 대화록 원문과 일치했다. 김무성은 대화록을 보지 않았고 정문헌 새누리당 의원에게 들은 내용과 노 대통령의 정상회담 뒤 발언 등을 종합해 만든 문건을 읽었다고 해명했지만 유세내용은 정문헌의 발언과는 일치하지 않았다. 김무성의 연설에는 국정원이 만든 발췌본에 없고 전문에만 있는 '저항감'이라는 문구가 등장한 사실이 확인됐다.
또 권영세 당시 새누리당 선대위 종합상황실장이 국정원 문건을 알고서 대화를 하였다고 박범계 민주당 의원이 6월 26일 주장하며 녹취록을 공개했다.
한편 국회는 회의록 전문등의 국가기록원 원본을 제출할 것을 요구하는 요구안을 7월 2일 재석 의원 276명 중 257명 찬성, 반대 17명, 기권 2명으로 통과시켰다. 민주당 내 DJ계와 통합진보당·진보정의당, 무소속 안철수계의 의원들이 반대 또는 기권했다.
한편 국가정보원이 작성한 대화록은 2008년 1월에 작성된 것인데, 당시 국정원장 김만복은 자신의 지시에 따라 작성된 것이 아니라고 주장했다. 하지만 이 발언에 대하여 국정원은 대화록 완성본에 김만복 자필 서명이 있다고 발표하였다. 이 국정원 자필 서명 발표 이후에 김만복은 일체의 매체 인터뷰 거부등으로 묵비권을 행사하고 있다.
2013년 10월에는, 국방부에 의해 노무현 대통령이 북방한계선 수호 원칙을 승인했다는 사실이 공식 확인되었다. 2013년 10월, 노무현 전 대통령이 2007년 남북 정상회담 이후 열린 2차 남북 국방장관 회담을 앞두고 국방부에 ‘서해 북방한계선(NLL) 존중 및 준수(수호)’, ‘엔엘엘 기준 등면적 원칙으로 공동어로수역 설정’이라는 두 가지 원칙을 갖고 회담에 임하도록 승인한 사실이 있다고 국방부가 밝혔다. 국방부는 2007년 남북 국방장관 회담 계획을 보고할 때 이 두 가지 원칙에 따라 회담 대책과 협상 방향을 수립해 노무현 대통령에게 보고했고, 대통령은 이를 승인했다. 국방부의 답변은 김장수 청와대 국가안보실장이 지난 4일 국회 운영위원회에서 “노 전 대통령이 엔엘엘 문제와 관련해 (회담을) 소신껏 하고 오라고 말했고, 그 결과 소신껏 엔엘엘을 지킬 수 있었다”고 밝힌 것과 일치하는 내용이다.

## 정상회담 대화록 폐기 의혹
7월 18일 국가기록원은 대화록 관련 기록물을 찾지 못했다고 밝혔다. 2007년 정상회담 대화록 초본을 폐기한, 이른바 "사초실종" 사건과 관련하여 대통령기록물 관리법 위반 등의 혐의로 백종천, 조명균 전 청와대 비서관이 기소되었다. 새누리당과 박근혜 대통령은 이 사건을 일컬어 사초실종 사건이라고 부르며 국기문란 사건으로 규정하기도 했다. 2022년 7월 29일, 대법원에서 백종천과 조명균에 대한 유죄가 확정됐다.

## 같이 보기
| - 2007년 남북정상회담 - 북방한계선 (NLL) - 노무현 | - 참여 정부 - 조선민주주의인민공화국 - 김정일 - 대한민국 국가정보원 여론 조작 사건 |